# Bufé de ensaladas

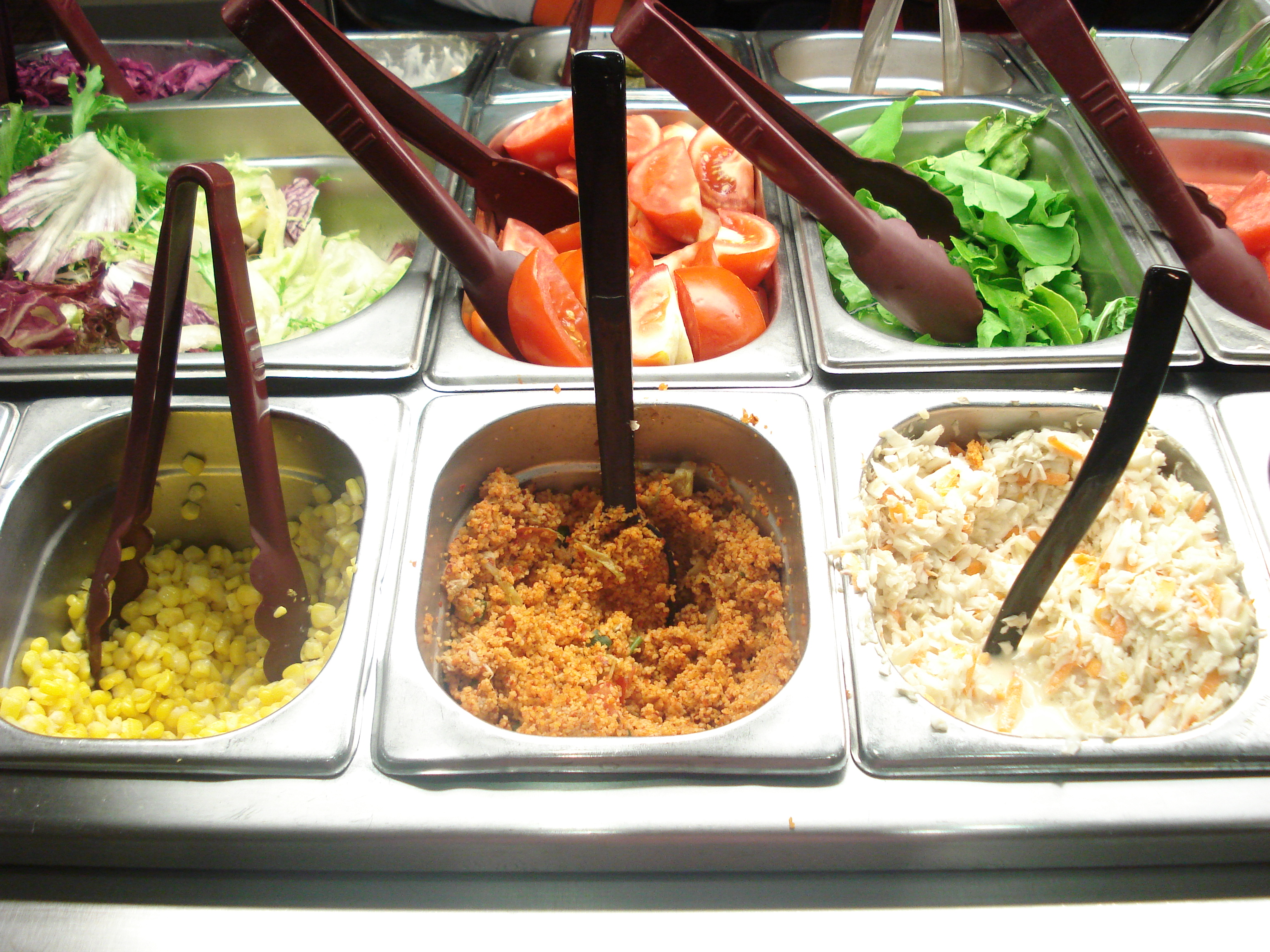
Un buffete de ensaladas (salad bar).

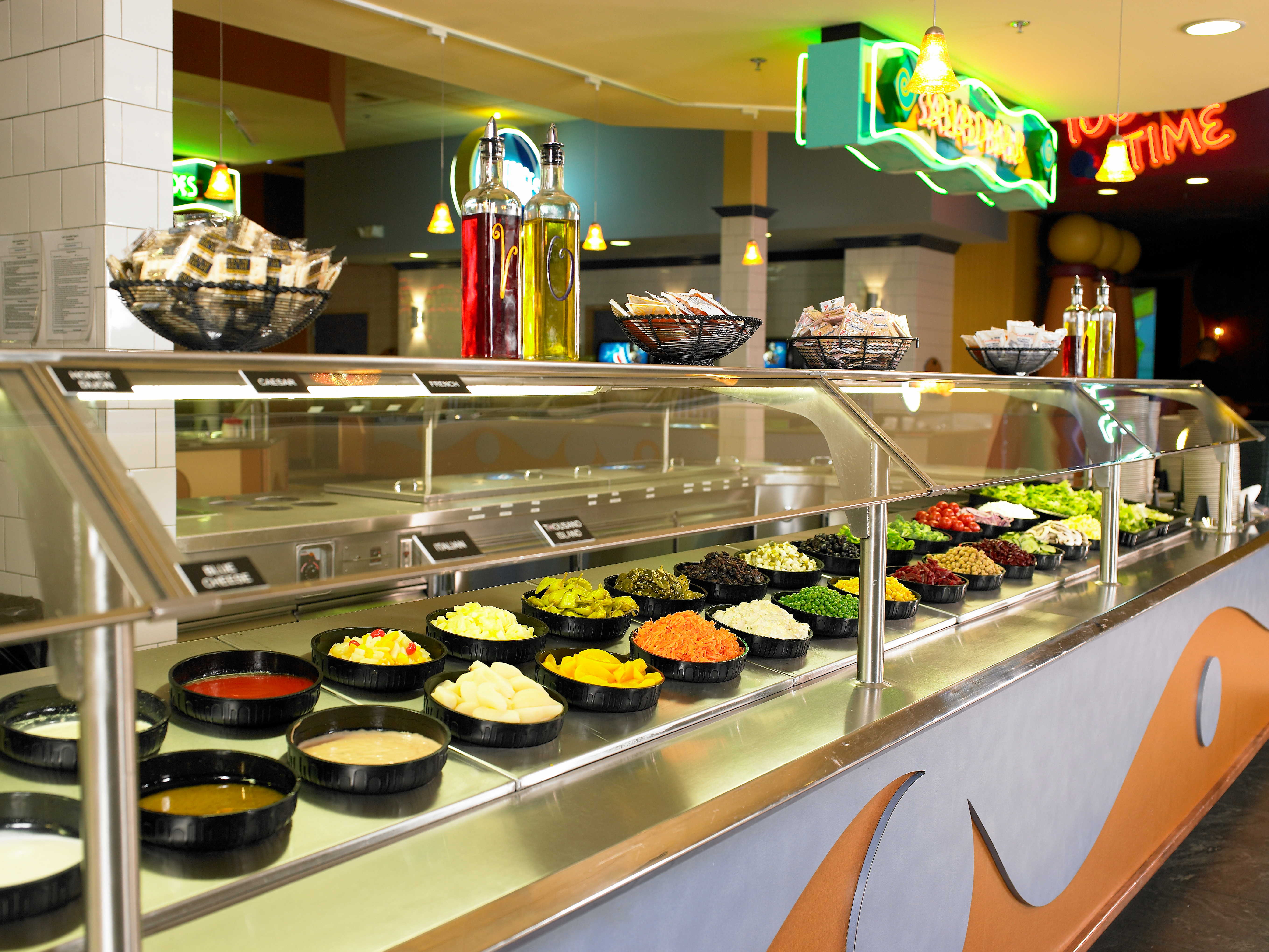
Un autoservicio de ensaladas.

El bufé de ensaladas (también barra de ensaladas o bar de ensaladas del inglés salad bar) es un servicio disponible en bares o restaurantes en el que se ofrecen los ingredientes de las ensaladas. Los clientes, por regla general, tienen la opción de ensamblar la ensalada a su gusto. Este tipo de servicio hostelero suele encontrarse en los hoteles y en ciertos restaurantes que ofrecen platos vegetarianos. Los ingredientes habituales son hojas de lechugas, escarola, etc. Otras verduras finamente cortadas ofrecidas son: rodajas de tomates, zanahorias, pepinos. Es posible añadir diferentes tipos de legumbres. En algunos casos croutons de pan, tiras de bacon, fiambres (jamón, cabeza de cerdo, etc.). Diferentes tipos de quesos y condimentos diversos para ensaladas. A veces se emplea huevo duro, pasta, etc. 

## Historia
Existe una disputa entre diversos restaurantes estadounidenses por la invención de este servicio hostelero. En el año 1951 las páginas amarillas ya contenían una especie de bufé de ensaladas (salad bar buffet) en la ciudad de Springfield, Illinois. El restaurante se denominaba The Cliffs. El restaurante de Hawái denominado Chuck's Steak House reclama haber sido el primero en haber mostrado un autoservicio de ensaladas en los 60. El restaurante Rax, una cadena de comida rápida del Medio Oeste similar a Arby's, reclama haber sido el pionero en este tipo de servicios en la misma época. El periódico The New York Times menciona que a finales de los años sesenta ya existían diversos servicios de ensaladas en Estados Unidos El empresario de hostelería Norman Brinker fue acreditado finalmente como el primero en instalar un salad bar.